# 森忠政
森忠政（日语：／ Mori Tadamasa，1570年—1634年7月31日），日本安土桃山時代的武士及大名。津山藩初代藩主。森可成六男。正室是中川清秀女兒。
幼名仙千代，年幼時曾因石山之戰的講合條件之一「森家要派一人遁入空門」而當了一段時間的小沙彌，後來改換森長可女婿前往擔任而還俗，1582年改名森長重並開始擔任織田信長小姓。同年發生本能寺之變，由與森家交情甚篤的甲賀忍者護送森長重回金山城。
1584年，家督森長可在小牧長久手之戰中陣亡，依照長可出陣前的交代由長重繼任家督並讓出金山城給秀吉處置，但秀吉不願忠於自己的森家失去領地，決定仍由長重續領金山7萬石。1585年改名「一重」並帶領一千五百士兵完成初陣，1586年改名「忠重」拜見成為關白的秀吉。
天正十五年（1587年）二月六日就任為從四位下侍從，並獲豐臣秀吉賜予羽柴之姓並改名忠政，世人稱為「羽柴右近大夫忠政」。之後參與小田原城之戰，文祿慶長之役時負責留守肥前的名護屋。豐臣秀吉死後親近德川家康，慶長五年（1600年）轉封至信濃川中島十三萬七千五百石並支持德川家康參與關原之戰，攻擊上田城。戰後移封到美作國津山藩18萬石，成為津山藩祖。寬永十一年1634年七月七日於京都大文字屋久德方逝世，享年65歲，埋葬在京都紫野大德寺塔頭三玄院。
由於森忠政之子森重政、森虎松丸及森忠廣均先後離世，只有找其家臣關成次之子關長繼（森忠政外孫）過繼予森氏繼承其家督一職，為津山藩第二代家督，傳至四代森長成因無後而斷嗣。德川幕府決定分拆森氏一族為三日月藩及赤穗藩，森長繼之三子則為日後播磨三日月藩之祖。